# ちんどん屋 (パチンコ)
型式名は、ちんどん屋P-2。1987年にソフィアが開発し、西陣が発売したチンドン屋をモチーフとした羽根モノパチンコ機。ユーモラスかつユニークな評価の多かった1990年代前後の西陣製羽根モノ機種の草分け的機種といえる。
後継機として、同一規格の役物を採用し仕様変更を施したちんどんショーが翌年に発表されている。

## 概要
- 第二種パチンコ遊技機（羽根物）としては初めて人間の音声を用いた機種。
- 始動口ACT1ならびにACT2のいずれにもチューリップが採用されており、ACT1には1回開き構造、ACT2には2回開き構造のものが採用されている。
- 肩部入賞口はACT2始動口のチューリップに連動している。さらに羽根開放時に肩部入賞口への入賞が望める釘配列（ゲージ）となっているため、特に大当たり中はACT2チューリップが開く期待が高まるというゲーム性もある。

## スペック
- 『ちんどん屋 P-2』
  - 賞球数 13 大当たり最高継続 8R10C
  - ACT1入賞で羽根が約45度、ACT2入賞では羽根が約90度開閉する。